# Imperial (groupe)
Pour les articles homonymes, voir Imperial.
Imperial est un groupe de black metal et thrash metal français, originaire de Provence-Alpes-Côte d'Azur. Formé en 1992 par Qojau et Skrow, il est l'un des pionniers du metal extrême en France dans les années 1990.
Le groupe adopte une approche plus novatrice dans ce style, en mélangeant le thrash traditionnel perpétué par la première vague de groupes allemands des années 1980 (Destruction, Kreator, Sodom, ...) et la première vague de black metal norvégien Darkthrone, Immortal, Emperor, Mayhem ou Burzum. À ses débuts, le groupe avouera dans plusieurs interviews, être également influencé par des groupes comme Blasphemy, Rotting Christ, Hellhammer, Celtic Frost, Napalm Death, et par des pionniers de la scène extrême hexagonale comme Morsüre, Loudblast, Nomed, Agressor, ou Massacra.
Le style musical d'Imperial se caractérise par un son très saturé, des compositions violentes, rapides, intenses, sans aucun temps mort ni solo de guitare, un chant aigu et criard, et l'utilisation d'une boite à rythme à la place d'un vrai batteur (le groupe sera souvent interrogé à ce sujet).

## Biographie

### Débuts
Imperial est formé en 1992 à Marseille, ou à Istres et Martigues, selon les sources. Après quelques concerts locaux et des compositions plutôt orientées death metal parfois teinté de metal industriel, le groupe émerge en 1994, en réalisant successivement trois démos, War Spirit (1994), The Red Moon (1995) ; dont le morceau Lumière noire sera le tout premier morceau d'Imperial chanté en français) et Chapitre trois : Men of God (1996), fortement imprégnées par le style black metal émergeant à l'époque. Ces trois cassettes distribuées par le groupe dans le réseau underground, reçoivent un accueil enthousiaste de la part du public et des fanzines heavy metal[réf. nécessaire].
En 1997, le graphiste Christophe Szpajdel, créateur entre autres des logos des groupes Moonspell et Emperor, dessine le logo définitif d'Imperial. Le groupe entre en studio pour enregistrer cinq nouveaux morceaux, regroupés en une quatrième démo, Promo Tape 97, qui sera envoyée à plusieurs labels. C'est le label indépendant français Osmose Productions qui, à la suite de cet enregistrement, décidera de produire un an plus tard le premier album d'Imperial Aux crépuscules,, en format CD et LP (limité à 1 000 exemplaires), devenant ainsi le premier groupe français à signer sur ce label. C'est grâce à cet album, et surtout au morceau Thrasheur 13 qu'Imperial connaitra un élan de popularité en 1998, quand le journal Hard Rock Magazine publie le morceau dans le CD qui accompagne leur magazine « hors-série » Hard-rock extrême N°3. La pochette de l'album Aux crépuscules représentant le repos du guerrier, est signée par l'illustrateur de bande dessinées André Reina, le frère de Skrow, qui apportera une identité visuelle au groupe, puisqu'il signera également de nombreuses autres illustrations ornant les productions du groupe[réf. nécessaire].
En février 1998, le groupe jouera son ultime concert près de Marseille en première partie de Sadist. La même année Imperial fait appel à Franky Costanza batteur de Dagoba (qui vient de se former à l'époque) pour remplacer la boite à rythme sur le EP Thrasheurs 13. Des tensions commencent à émerger entre certains membres du groupe, mais également entre les membres du groupe et le label Osmose Productions. Malgré ces tensions, Osmose permettra à Imperial de produire un second album en 1999, Malmort, qui ne bénéficiera pas d'une promotion conséquente, et passera quasiment inaperçu à sa sortie, clôturant ainsi la collaboration entre le groupe et le label. Pour cet album, Qojau fera appel à un autre « vrai » batteur, Richard, professeur de batterie, et ancien batteur du groupe de thrash-metal Puker.

### Années 2000 et 2010
En 2000, la formation d'Imperial est de nouveau réduite au duo fondateur. Après deux années à essayer de relancer vainement leur carrière (seulement deux nouveaux morceaux seront enregistrés en 2000 et publiés en 2002 sur le EP Moonblood (Ten Years of Imperial), et les problèmes de voix de Skrow, Imperial décide de se lancer dans un autre projet de thrash black appelé The End. Qojau (sous le pseudonyme Infernal 666) remplace Skrow (The Bubonist) au chant, qui n'officie dans le groupe qu'en tant que bassiste. The End publie deux démos sur le label français Forgotten Wisdom Productions, Shudder et Speedcore Metal Hell. Le projet est ensuite rebaptisé The End 666 en 2002, après le départ de Skrow[réf. nécessaire].
Imperial, n'ayant par ailleurs jamais annoncé publiquement sa dissolution, décide de faire plaisir à leurs fans en enregistrant en 2008 sept nouveaux morceaux destinés à une nouvelle démo intitulée Noir. Celle-ci est distribuée gratuitement par le groupe pendant deux ans sur leur site officiel, et sera remastérisée puis rééditée sur cassette par le label français Forgotten Wisdom Productions en 2011[réf. nécessaire].
En 2011, le groupe compose, enregistre et produit lui-même son troisième album Chaos. Une première ébauche de l'album sera envoyé à plusieurs labels, mais celle-ci ne retiendra pas leur attention. Un an après, le 14 novembre 2011, cette première version de Chaos sort finalement au téléchargement payant exclusivement sur le netlabel Structures métalliques, sous licence Creative Commons, et sera édité en février 2013 en cassette à 150 exemplaires, par le label français Infernal Kommando. En 2014, le label français Triumph ov Death propose à Imperial de sortir Chaos dans sa version définitive en édition digipack CD, limité à 500 exemplaires. Cette édition comprend le même nombre de morceaux, mais pour cette occasion, le groupe effectue lui-même un second mixage du disque, plus soigné et différent du précédent. L'ordre des morceaux sera également modifié.

## Paroles
Les textes d'Imperial sont principalement rédigés en français (et occasionnellement en anglais), sont explicitement choquants, cyniques, sous forme de métaphores, d'humour noir ou de fictions sordides. Les sujets principalement traités sont inspirés par la guerre, l'exploitation humaine, la destruction, l'intolérance, la misanthropie, le sexe, l'histoire de l'humanité, ou des fictions morbides. Le groupe sera accusé de misogynie à la suite du texte du morceau La femme brûlée (qui évoque les dernières impressions d'une femme condamnée au bûcher pour sorcellerie en période d'inquisition), paru en 1995 sur la démo The Red Moon et en 1998 sur l'album (Aux crépuscules. Ce qui aura pour conséquences l'écriture, cette fois-ci volontaire, de paroles moins respectueuses à l'égard de la gent féminine, notamment sur l'album Malmort.

## Membres

### Membres actuels
- Qojau (Didier Priou) - guitare, chant (1992)
- Skrow (Marc Reina) - chant, basse (depuis 1996), batterie (1992, 2010)

### Anciens membres
- Richard (ex-Puker) - batterie (1999)
- Jérôme Point (E-Force) - basse (1998 ; live)
- Stéphane - batterie (1998 ; live)
- Franky Costanza - batterie (1998)
- Julien - guitare (1992)

## Discographie

### Albums studio
- 1998 : Aux crépuscules
- 1999 : Malmort
- 2014 : Chaos

### Démos
- 1994 : War Spirit
- 1995 : The Red Moon
- 1996 : Chapitre trois: Men of God
- 1997 : Promo Tape 97
- 2001 : The Red Moon (édition intégrale)
- 2008 : Noir (2011 : K7 sur Forgotten Wisdom Prod.)
- 2011 : Chaos (téléchargement payant - 2013: K7 sur Infernal Kommando Prod.)

### Compilations
- 1998 : Être ou ne pas être (démo)
- 1998 : The World Domination III
- 2001 : Sabbatical Worldwide Harmageddon – A Homage to SABBAT
- 2003 : Aggressors... Not Followers (2004 : K7 sur Rawblackult Productions)

### EPs
- 1998 : Thrasheurs 13 (MCD)
- 2000 : The BULLDOZER Armageddon (Vol.1) (split EP avec le groupe japonais Sabbat)
- 2002 : Moonblood (Ten Years of Imperial)